# Urdimbre

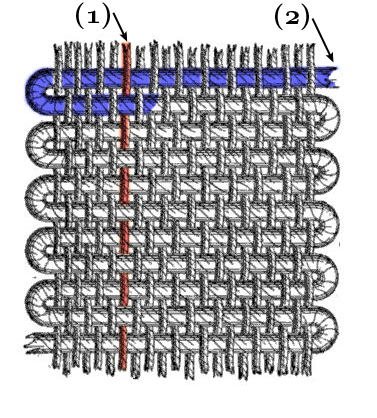
Forma de tejer: (1) urdimbre, en vertical y (2) trama, en horizontal.

En tejido o tela, la urdimbre o «hilo» es el conjunto de hilos longitudinales que se mantienen en tensión en un marco o telar, para diferenciarlo del hilo insertado sobre la urdimbre y bajo ella que se llama «trama», «contrahílo» o «relleno». Cada hilo individual de la urdimbre en un tejido se llama «cabo de urdimbre», por analogía con los cabos utilizados en el aparejo de barcos.
Los telares más sencillos se montan con urdimbre en espiral, que consiste en enrollar un hilo alrededor de un par de palos o vigas en forma de espiral para formar la urdimbre.
Debido a que la urdimbre se mantiene bajo tensión continuamente durante el trayecto de tejer, el hilo debe ser fuerte y resistente. Así, se monta con hilos de varios cabos retorcidos.
Las fibras tradicionales para la urdimbre son lana, lino y seda. Las mejoras tecnológicas en las industrias textiles durante la Revolución Industrial hicieron posible que el algodón fuera lo suficientemente fuerte para utilizarse como urdimbre en tejeduría industrial. Con el paso del tiempo, otras fibras, artificiales o sintéticas como el nylon o rayón se han ido utilizando para la urdimbre.